# Sankt Georgen im Attergau
Sankt Georgen im Attergau is een gemeente in de Oostenrijkse deelstaat Opper-Oostenrijk, gelegen in het district Vöcklabruck. De gemeente heeft ongeveer 4000 inwoners.

## Geografie
Sankt Georgen im Attergau heeft een oppervlakte van 16 km². De gemeente ligt in het zuidwesten van de deelstaat Opper-Oostenrijk. Het ligt ten noordoosten van de deelstaat Salzburg en ten zuiden van de grens met Duitsland.
- Gemeinsame Normdatei: 4798645-1
- MusicBrainz: c1e8daa9-11dd-46fc-8f3c-e93acccd8863
- Nationale Bibliotheek van Tsjechië: xx0116452
- Virtual International Authority File: 241235460